# Symmorphus bifasciatus
Symmorphus bifasciatus is een vliesvleugelig insect uit de familie van de plooivleugelwespen (Vespidae). De wetenschappelijke naam is gepubliceerd in 1761 door Linnaeus.